# Muddamgaddi, Manvi
Muddamgaddi là một làng thuộc tehsil Manvi, huyện Raichur, bang Karnataka, Ấn Độ.